# Johanna Ross
Johanna Ross (* 27. August 1985 in Tallinn) ist eine estnische Literaturwissenschaftlerin und Übersetzerin.

## Leben und Werk
Johanna Ross machte 2003 Abitur in Tallinn und studierte anschließend an der Universität Tartu Philosophie. Nach ihrem BA-Abschluss 2007 belegte sie einen Magisterstudiengang mit dem Schwerpunkt estnische Literatur, den sie 2010 mit einer Arbeit über Aimée Beekman abschloss. 2018 wurde sie, ebenfalls in Tartu, mit einer Dissertation über weibliche Bildungsromane in der sowjetestnischen Literatur zum Dr. phil. promoviert.
Ross war von 2008 bis 2011 Assistentin am Estnischen Literaturmuseum und parallel dazu vier Jahre Redakteurin bei der Literaturzeitschrift „Värske Rõhk“ (2009–2012). Seit 2012 arbeitete sie als Redakteurin bei der Zeitschrift Keel ja Kirjandus, zu deren Chefredakteurin sie 2016 gewählt wurde.
Ross‘ Forschungsschwerpunkt liegt auf Gender Studies und der zeitgenössischen estnischen Literatur. Außerdem ist sie als literarische Übersetzerin aus dem Englischen aktiv (Bücher von Eva Ibbotson, Sue Monk Kidd, Celia Rees, Lionel Shriver und Sarah Winman).

## Persönliches
Johanna Ross ist die Tochter des estnischen Musikwissenschaftlers und Psychologen Jaan Ross und der estnischen Sprachwissenschaftlerin und Übersetzerin Kristiina Ross. Letztere ist die Tochter des Schriftstellers Jaan Kross, dessen Enkelin Johanna Ross somit ist.

## Auszeichnungen
- 2008 Marie-Under-Stipendium
- 2015 Ants-Oras-Preis für Kritik